# Конфликт низкой интенсивности
Конфликт низкой интенсивности (англ. Low Intensity Conflict или LIC) — понятие, изначально введённое в оборот американским оборонным ведомством для обозначения тех видов военно-политического противостояния, напряжённость которых явно превышает обыденную конкуренцию мирными средствами, но не дотягивает до классического понимания традиционных военных действий. Как правило, рамки таких конфликтов накладывают существенные ограничения на допустимый уровень военного насилия, использование многих видов оружия, военных средств и тактических приёмов. В силу своего специфического характера такие конфликты могут сильно растягиваться во времени не переходя неких пространственно-географических пределов.
В 1993 году понятие «конфликта низкой интенсивности» в американских уставах было заменено термином «военные операции, отличные от войны».

## Семантическое определение
В настоящее время термин конфликт низкой интенсивности имеет весьма размытую смысловую наполненность и широко используется для обозначения вооружённых конфликтов самой различной природы за исключением, пожалуй, только обычных и ядерных войн между крупными государствами. Как правило, он употребляется в связи с теми видами противоборства, которые локализованы, задействуют политические, экономические, информационные средства, включают в себя террористическую деятельность, партизанские войны, этническо-конфессиональные конфликты и т. п.
Отечественные военные теоретики указывают, что появление термина конфликт низкой интенсивности связано с попыткой американских специалистов ввести классификацию войн и военных конфликтов на основе военно-стратегических и военно-технических признаков, одним из которых является интенсивность противостояния. Данная методология оформилась в 80-е годы XX века в США и затем была позаимствована специалистами многих других стран. В пределах её постулатов конфликты низкой интенсивности объединяют все виды противостояния, начиная с психологического, заканчивая военным, причём их выделение в отдельный вид военно-политической конкуренции было признано значимым шагом в развитии американской военной науки, существенно повлиявшим на всю последующую эволюцию американских вооружённых сил.
В попытках дать формализованное определение этому понятию было испробовано как минимум два подхода. В рамках первого, исходя из непосредственного боевого опыта были выделены шесть шаблонных моделей, которые попадают под определение конфликта низкой интенсивности:
- поддержка внутренней безопасности стран-союзников,
- поддержка дружественных инсургентов на территории противника,
- оперативная деятельность мирного времени,
- противодействие терроризму,
- противодействие распространению наркотиков,
- миротворческие операции.

В рамках второго подхода была сделана попытка дать определение этому термину методом исключения указав в явной форме на те способы ведения войны, которые не являются конфликтами низкой интенсивности: среди них были перечислены все виды традиционных войн, все виды ограниченных конфликтов уровня войны в Корее или войны во Вьетнаме, все виды масштабных войн вовлекающих силы крупных государств или их родную территорию и т. п. При этом, было отмечено, что конфликты низкой интенсивности должны сохранять ряд общих признаков:
- они имеют более высокую вероятность зарождения в развивающихся странах,
- внешние участники имеют в таких конфликтах очень ограниченные цели, несмотря на то, что спектр целей внутренних сил может быть неограничен,
- поверхностные военные факторы искажают восприятие более глубоких социальных, экономических и политических проблем.

Иногда, при обсуждении термина конфликт низкой интенсивности делается попытка дать определение интенсивности войны, дабы использовать её как критерий классификации войн по их видам: низкой, средней и высокой интенсивности. Однако, ряд исследований, критикуя данный подход, указывают, что понятие «интенсивности» конфликта редко отражается его интенсивностью в физическом плане, а скорее — степенью вовлечённости в противостояние политических и социальных факторов. Тем не менее, несмотря на трудности с формулировкой чёткого понимания термина конфликт низкой интенсивности, его определение присутствовало в некоторых основополагающих служебных документах, например, в полевом уставе ВС США FM 100-20.

## Общие положения
Характер каждого конфликта низкой интенсивности сильно варьируется в зависимости от его длительности, природы вовлечённых сторон, культурного и политического фона, оперативного окружения и т. д. Однако все они обладают некими общими характеристиками, которые их отличают от традиционных боевых действий:
- Во-первых, политическому руководству приходиться держать под контролем характер действий своих военнослужащих вплоть до самого низового звена ввиду того, что в условиях конфликтов низкой интенсивности вся их деятельность несёт на себе не только военный, но и политический контекст.
- Во-вторых, ограниченность конфликтов низкой интенсивности подразумевает небольшое количество сил и средств, задействованных каждый раз на конкретном участке, что заставляет войска выполнять несвойственные им полицейские функции. Как правило, относительное количество жертв тоже не велико, однако с разворачиванием конфликта во времени их общее число может достигать значительных величин.
- В-третьих, приоритетность установления дружественных отношений с местным гражданским населением и организация эффективной разведывательной работы, которые в сумме позволяют выявить скрытых сторонников инсургентов (террористов, повстанцев, партизан и т. п.).
- В-четвёртых, исключительную важность приобретают психологические факторы, ибо едва организованные группировки инсургентов только тогда становятся грозной силой, когда им удаётся создать образ своей правоты, силы и непобедимости. Аналогичным образом, имидж жестокой и отчуждённой от людей оккупационной администрации может привести её к катастрофическим последствиям.
- В-пятых, преображается тактическая составляющая поля боя, так как повстанцы редко позволяют себе прямые столкновения с регулярными войсками предпочитая стратегию внезапных вылазок, подрывной деятельности, засад, убийств и похищений важных персон, взятия заложников и т. п. Подобная деятельность, как правило, опасна самим фактом своего существования, заставляя власти расходовать на её пресечение значительные ресурсы и рано или поздно принуждая ко вступлению в переговоры.